# 厄妥索单抗
厄妥索单抗（INN：Ertumaxomab），或译厄马索单抗，商品名Rexomun，是一种三功能单克隆抗体，设计用于治疗乳癌和腹膜癌病。它通过将T淋巴细胞和巨噬细胞与癌细胞连接起来发挥作用。
由于费森尤斯开发计划的改变，评估乳癌治疗的II期临床试验被终止。（以便他们可以专注于其他产品如卡妥索单抗（商品名Removab）。:35）